# Триндаде (Бежа)
Тринда́де (порт.  Trindade) — бывшая фрегезия в муниципалитете Бежа округа Бежа в Португалии. Территория — 99,03 км². Население — 274 жителя (2011). Плотность населения — 2,76 чел/км².
В ходе административной реформы 2013 года была ликвидирована и присоединена к фрегезии Алберноа, в результате чего был создан Союз фрегезий Алберноа и Триндаде с административным центром в Алберноа.

## Расположение
Находится в округе Бежа. Расположена на расстоянии около 200 километров к юго-востоку от столицы страны Лиссабона и в 16 километрах к югу от административного центра округа Бежа.

## Демография
| 1864 | 1878  | 1890  | 1900  | 1911   | 1920   | 1930   | 1940   | 1950   | 1960   | 1970  | 1981  | 1991  | 2001  | 2011  |
| ---- | ----- | ----- | ----- | ------ | ------ | ------ | ------ | ------ | ------ | ----- | ----- | ----- | ----- | ----- |
| 804  | ↗ 820 | ↗ 843 | ↘ 832 | ↗ 1067 | ↗ 1164 | ↗ 1315 | ↗ 2370 | ↘ 1324 | ↘ 1258 | ↘ 713 | ↘ 566 | ↘ 438 | ↘ 345 | ↘ 274 |